# Neštin
Neštin (en serbe cyrillique : Нештин ; en hongrois Nyest) est un village de Serbie situé dans la province autonome de Voïvodine. Il fait partie de la municipalité de Bačka Palanka dans le district de Bačka méridionale. Au recensement de 2011, il comptait 794 habitants.
Neštin produit un vin réputé.

## Géographie
Contrairement à la plupart des localités de la municipalité de Bačka Palanka, Neštin est situé sur la rive droite du Danube ; de ce fait, bien qu'il soit administrativement rattaché au district de Bačka méridionale, il se trouve dans la région géographique de Syrmie. Le village se trouve sur les bords du Danube, à environ 8 km d'Ilok, en Croatie. Il se trouve en bordure du parc national de la Fruška gora.

## Histoire
La région de Neštin était déjà habitée à l'âge de la pierre. Elle fut occupée par la tribu celte des Scordisques, puis par les Romains qui y construisirent un fort sur le Danube ; son emplacement est encore aujourd'hui connu sous le nom de Kuluštra, la « forteresse ». La plaine pannonienne connut d'importantes migrations au IVe siècle. Le secteur fut occupé par les Avars et, à partir du IXe siècle, par les Slaves et les Hongrois.
Neštin est mentionné pour la première fois en 1323 et se trouvait dans les possessions d'Ilok. La localité passa sous le contrôle de l'Empire ottoman au XVIe siècle. Neštin fut ensuite conquise par les Autrichiens et connut un important afflux de populations serbes fuyant l'occupation turque. À partir de 1750, l'agriculture et le commerce y connurent un important essor. Selon les traditions locales, une icône représentant la Très-Sainte-Mère de Dieu, appartenant à la famille Rašković, fut l'objet d'un miracle ; officiellement reconnu par le métropolite de Karlovci, il fut à l'origine de la construction d'une nouvelle église en 1755. En 1759, une autre église fut édifiée dans la localité et dédiée aux saints Côme et Damien ; son iconostase fut peinte par Teodor Kračun en 1773. En 1792, à la suite des réformes promulguées par l'impératrice Marie-Thérèse, Neštin vit l'ouverture d'une école qui existe encore aujourd'hui.
Après la Première Guerre mondiale, Neštin fut rattaché au royaume des Serbes, Croates et Slovènes qui, en 1929, devint le royaume de Yougoslavie. Au cours de la Seconde Guerre mondiale, le village fut rattaché par les nazis à l'État indépendant de Croatie ; 144 habitants y furent tués, qui étaient pour la plupart des chrétiens orthodoxes.
Après la guerre, Neštin connut un important développement dans le domaine de l'agriculture. Des vignobles y furent plantés et des productions fruitières y furent introduites, notamment celle des pêches.

## Démographie

### Évolution historique de la population
| 1948  | 1953  | 1961  | 1971  | 1981  | 1991  | 2002 | 2011 |
| ----- | ----- | ----- | ----- | ----- | ----- | ---- | ---- |
| 1 120 | 1 163 | 1 217 | 1 088 | 1 043 | 1 002 | 900  | 794  |

|  |

### Données de 2002
Pyramide des âges (2002)
En 2002, l'âge moyen de la population était de 41 ans pour les hommes et de 44,7 ans pour les femmes.
Répartition de la population par nationalités (2002)
En 2002, les Serbes représentaient environ 76,2 % de la population ; le village possédait également des minorités croates (9,5 %) et slovaques (6,2 ).

### Données de 2011
En 2011, l'âge moyen de la population était de 45,1 ans, 42,8 ans pour les hommes et 47,4 ans pour les femmes.

## Économie
Neštin est aujourd'hui connu pour son vin, souvent primé. Le village est également célèbre pour la production et l'embouteillage d'une eau de source naturelle appelée Vila Voda.

## Tourisme
Neštin abrite plusieurs monuments culturels, dont une maison rurale remontant au XVIIIe siècle et inscrite sur la liste des monuments culturels exceptionnels de la République de Serbie. L'église Saint-Côme- et-Saint-Damien, construite en 1793, est également classée, ainsi qu'un moulin remontant à la première moitié du XIXe siècle.